# Bombardierung der chinesischen Botschaft in Belgrad

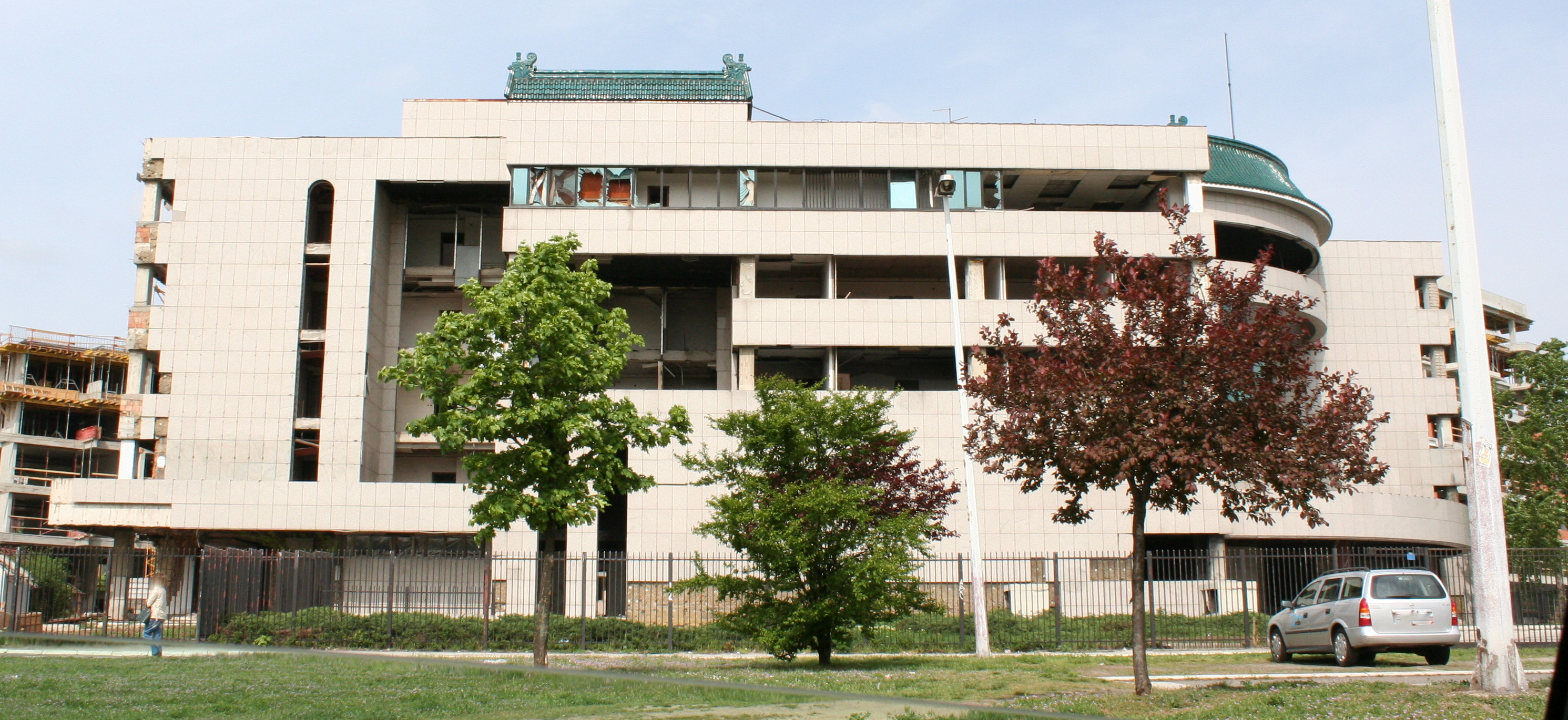
Die chinesische Botschaft in Belgrad, zehn Jahre nach der Bombardierung

Am 7. Mai 1999 um 23:46 Uhr bombardierte die NATO unter der „Operation Allied Forces“ die chinesische Botschaft in Belgrad, der Hauptstadt der damaligen Bundesrepublik Jugoslawien. Sie wurde von fünf 2000 Pfund schweren GPS-gelenkten JDAM-Bomben einer B-2 getroffen, die von der Whiteman Air Force Base in Missouri gestartet war. Hierbei kamen drei chinesische Journalisten ums Leben, wovon zwei für Guangming Daily und einer für die Xinhua News Agency arbeiteten. Insgesamt wurden 21 Menschen verletzt. Das Ereignis sorgte für internationales Aufsehen, da es die Botschaft eines am Kosovo-Konflikt unbeteiligten Staates betraf. Die Absicht der NATO war es, das jugoslawische Bundesamt für Nachschub und Versorgung (FDSP) zu treffen; irrtümlicherweise traf man jedoch die chinesische Botschaft. Auf die rasche Entschuldigung des US-Präsidenten Bill Clinton reagierte die chinesische Regierung mit Empörung und Skepsis. Sie verlangte eine sofortige Untersuchung und Aufklärung der Tatumstände.
Fünf Monate nach der Bombardierung im Oktober 1999 veröffentlichten Politiken von Kopenhagen und The Observer von London einen Bericht, dass die Bombardierung vorsätzlich war. Sowohl die Regierungen der Vereinigten Staaten als auch des Vereinigten Königreichs sagten, dass dies nicht beabsichtigt sei und dass es sich um einen Unfall gehandelt habe.

## New York Times Untersuchung

### Ursachen und Motive
Im Zuge des Kosovokriegs führte die NATO die Militäroperation „Operation Allied Force“ durch, bei der 2000 Ziele in Serbien angedacht waren, darunter das Bundesamt für Nachschub und Versorgung, das sich jedoch als die chinesische Botschaft herausstellte. Die New York Times interviewte hierzu mehr als 30 Amtsträger der NATO in Washington und Europa, wobei die Bombardierung der chinesischen Botschaft als das Ergebnis einer Reihe von fehlenden Fachkenntnissen und schlechtem Urteilsvermögen der Mitwirkenden an vielerlei Stellen beschrieben wurde.
Der ursprüngliche Plan der NATO war es, die damalige Bundesrepublik Jugoslawien für zwei Nächte zu bombardieren und durch Unterbrechungen tagsüber dem Präsidenten Slobodan Milosevic die Möglichkeit zu bieten, in die Forderungen der NATO einzuwilligen, die serbischen Truppen aus Kosovo zurückzuziehen. Die Erkenntnis, dass der serbische Präsident diesen Forderungen nicht nachkommen würde, löste bei der NATO die Frage nach der Bombardierung von politisch heikleren Zielen aus. Als die NATO am 24. März 1999 mit der Bombardierung begann, waren 219 Ziele für ganz Serbien vorgesehen. Am Ende des Krieges betrug die Zahl der anvisierten Ziele 1021, wovon rund 650 tatsächlich bombardiert wurden.
Der Vorschlag, das jugoslawische Bundesamt für Nachschub und Versorgung als Bombardierungsziel auszuwählen, kam von der Counter-Proliferation Division der CIA. Es war der erste Zielvorschlag der CIA in diesem Konflikt; er erfolgte in einer Situation, in der die Militärs unter großem Druck standen, weitere geeignete Ziele zu identifizieren. Die Counter-Proliferation Division der CIA hatte jedoch weder spezifische Kenntnisse über den Balkan noch für die detaillierte Festlegung von Bombenzielen. Ihre Beamten betrachteten den Krieg als eine Chance, das Hauptquartier des Bundesamts für Nachschub und Versorgung zu zerstören, da dieses schon länger unter Verdacht stand, am Schmuggel von Raketenteilen in Länder wie Libyen und Irak beteiligt zu sein. Ebenfalls wurde angenommen, dass das Bundesamt die serbischen Streitkräfte mit Ersatzteilen für Raketen, Artilleriegeschosse und Mörsergranaten versorgte. Das vorgeschlagene Ziel wurde in mindestens drei Meetings hinsichtlich politischer und rechtlicher Implikationen diskutiert, nicht aber dessen Standort.

### Verlauf der Zielsetzung
Die Person, der später die Hauptschuld gegeben wurde, war ein pensionierter Armeeoffizier, der von der CIA unter Vertrag genommen worden war. Ihm wurde die Aufgabe erteilt, das Hauptquartier des jugoslawischen Bundesamts für Nachschub und Versorgung zu lokalisieren. Er rief am 9. April 1999 bei der National Imagery and Mapping Agency (NIMA, heute: National Geospatial-Intelligence Agency) in Washington an und forderte eine Karte von Belgrad an. Unter Verwendung dieser Karte, zweier Touristenkarten und nur der Adresse versuchte der Offizier, die Lage des Hauptquartiers genau zu bestimmen. Die 1997 produzierte NIMA-Karte enthielt wichtige Gebäude, Wahrzeichen, Besonderheiten, aber keinerlei Straßenbezeichnungen. Anhand der darin eingetragenen Zentrale von Milosevics Sozialistischer Partei, die von der NATO während des Krieges ebenfalls bombardiert wurde, orientierte sich der Offizier und lokalisierte die Stelle, von der er dachte, dass dort das Hauptquartier des Bundesamts für Nachschub und Versorgung sei. Am 12. oder 13. April 1999 erbat er von der NIMA Satellitenaufnahmen, die er am 14. April 1999 erhielt. Zu diesem Zeitpunkt ordnete ein NIMA-Analyst dem Gebäude die Nummer 0251WA0017 in der „bombing encyclopedia“ des Militärs zu, einem weltweiten Verzeichnis für potenzielle Ziele und andere Orientierungspunkte. Der von dem Offizier angefertigte Vorschlag auf Aufnahme in die Liste der ausgewählten Ziele schien durch die Satellitenaufnahmen, den Download des vorgesehenen Formulars aus dem sicheren Intranet des Militärs, den Eintrag der „bombing encyclopedia“-Nummer wie auch die achtstelligen Längen- und Breitenangaben gut abgesichert zu sein. Der Vorschlag veranlasste keine weiteren Fragen und wurde sofort von Brigadegeneral Roderick J. Isler, dem stellvertretenden Geheimdienstdirektor für militärische Unterstützung, freigegeben. Anschließend gelangte er an das European Command, das aber keine gründliche Überprüfung durch den Vereinigten Generalstab veranlasste.
Am 28. April 1999 wiesen die europäischen Planer dem Ziel eine laufende Nummer – 493 – zu. Die wesentliche Information zum Ziel wurde auf ein einziges Dokument reduziert zur Vorlage bei Präsident Bill Clinton und den NATO-Partnern. In dem Dokument wurde das Objekt als „Belgrad Lager 1“ („Belgrade Warehouse 1“) bezeichnet, unter der Überschrift „linkage“ (Verknüpfung) war „Hauptquartier des Bundesamts für Nachschub und Versorgung“ und als Ziel die Zerstörung des Lagers und des Inhalts („destroy warehouse and content“) angegeben.
Ein Offizier, der keine Befugnis zur Überprüfung von Zielen hatte, erfuhr inoffiziell von der Zielauswahl. Am 29. April 1999 teilte dieser Offizier einem NIMA-Analysten telefonisch mit, dass ihm vor Kurzem eine Quelle bestätigt habe, dass das anvisierte Hauptquartier tatsächlich 1000 Yards südlich liege. Am 3. Mai 1999 fertigte der NIMA-Analyst sechs zusätzliche Aufnahmen des Gebäudes und der Umgebung an, und diese bestätigten dem skeptischen Offizier, dass es sich bei dem als Ziel festgelegten Ort nicht um das angegebene Hauptquartier handelte. Er äußerte seine Besorgnis gegenüber Militäroffizieren im NATO-Kommando in Neapel und verließ dann seinen Arbeitsplatz für einen dreitägigen Lehrgang. Nach seiner Rückkehr am 7. Mai 1999 erfuhr er, wieder inoffiziell, dass das Ziel für eine Bombardierung in der kommenden Nacht vorgesehen war. Bei seinem darauf folgenden Anruf in Neapel, bei dem er mit einem anderen Offizier als zuvor sprach, teilte ihm dieser mit, dass ein B-2-Langstreckenbomber bereits unterwegs aus der Luftwaffenbasis in Missouri war.

## The Observer
Die britische Zeitung The Observer dagegen mutmaßte, dass die Bombardierung der chinesischen Botschaft vorsätzlich erfolgt und nicht Ergebnis einer Verwechslung gewesen sei. Ihre Quellen sind drei NATO-Mitarbeiter: ein Fluglotse der NATO in Neapel, ein Geheimdienstoffizier, der in Mazedonien stationiert war, und ein hochrangiger Mitarbeiter des Hauptquartiers in Brüssel. Diesen zufolge wurde die chinesische Botschaft vorsätzlich anvisiert, da sie zugunsten der serbischen Regierung gearbeitet hatte, indem sie für die Übertragung von Informationen des jugoslawischen Militärs sorgte, und verdächtigt wurde, Cruise-Missiles-Angriffe der NATO zu überwachen und Gegenangriffe zu entwickeln. Aufgrund von Signalen aus der chinesischen Botschaft in Belgrad 24 Stunden nach der Bombardierung der Residenz von Präsident Milosevic am 23. April 1999 ging man von diesem Tatumstand aus. Das offizielle Ziel war das jugoslawische Bundesamt für Nachschub und Versorgung (FDSP). Jedoch deckte der Observer auf, dass das Bundesamt nie an dieser Adresse gewesen ist, sondern 500 Meter weiter entfernt.
Ein weiteres Indiz für die Kenntnis der Adresse der Botschaft ist die Abhörung dieser seit 1996 durch die CIA, MI6 und der GCHQ. Außerdem stand die chinesische Botschaft mit der korrekten Adresse auf einer Nicht-Angriffsziel-Liste und nicht mit ihrer alten, wie die Vereinigten Staaten und NATO behaupteten. Der britische Außenminister Robin Cook stritt dies ab.

## Folgen

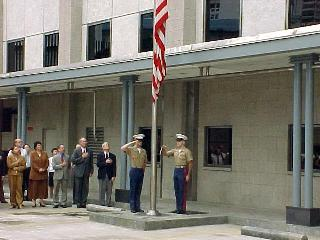
Die amerikanische Flagge hängt vor dem Konsulat in Hong Kong im Gedenken an die Opfer des Anschlags auf halbmast

Am 8. Mai 1999, einen Tag nach der Bombardierung, entschuldigte sich US-Präsident Bill Clinton, auf dem Rollfeld eines Flughafens im vom Sturm zerstörten Oklahoma stehend, was bei der chinesischen Regierung den Eindruck erweckte, der Vorfall sei für die Amerikaner nicht sonderlich wichtig. Als dieser es bemerkte, versuchte er mehrmals den chinesischen Präsidenten Jiang Zemin zu erreichen, wurde aber stets abgewiesen. Es folgten weitere förmlichere Entschuldigungen, unter anderem von US-Außenministerin Madeleine Albright, sowohl in der chinesischen Botschaft in Washington D.C., als auch per Brief an Chinas Außenminister Tang Jiaxuan, von dem US-Botschafter in China und von der NATO, die ein Statement veröffentlichten. In diesem wird die Reue und das Beileid gegenüber den Opfern, ihren Familien und der chinesischen Regierung ausgesprochen. Die NATO habe und werde nie vorsätzlich Zivilisten angreifen; die Luftangriffe würden allerdings erst eingestellt, sobald die Konditionen zur friedlichen Verhandlung des Kosovo-Konfliktes von der Bundesrepublik Jugoslawien akzeptiert würden.

China hält jedoch die Erklärung, man habe sich bei der Lokalisierung des Ziels vertan, für unglaubwürdig, da die Sprengkörper hauptsächlich den Teil des Gebäudes trafen, in dem der Geheimdienst untergebracht war und abgesehen davon bereits US-amerikanische Diplomaten die Botschaft an der Adresse besucht hatten. Als „barbarisch“ bezeichneten sowohl die chinesische Regierung als auch der russische Präsident Boris Jelzin das Vorgehen, worauf Präsident Clinton antwortete:
„Es war nicht barbarisch. Was barbarisch ist, ist was Milosevic (Präsident Jugoslawiens) getan hat. Es ist tragisch. Es ist schrecklich. Was barbarisch ist, ist die absichtliche „ethnische Säuberung“, die er seit einem Jahrzehnt betreibt.“ 
Am 10. Mai 1999 reichte Chinas Außenminister Tang Jiaxuan die vier Forderungen ein, die zur Wiederherstellung der Beziehungen von den USA erfüllt werden müssten. Er forderte Entschuldigungen, offizielle US- und NATO-Erklärungen, vollkommene und gründliche Ermittlungen und schnelle Veröffentlichung der Ergebnisse, eine strenge Bestrafung der Verantwortlichen und Kompensation für Leben und Eigentum. Clinton rief Jiang an, um ihm zu versichern, dass die USA umfassende Ermittlungen einleiten würden.
In der Woche nach der Bombardierung brach die chinesische Regierung, bekanntgegeben durch Außenministeriumssprecher Zhu Bangzao, drei Dialoge mit den Vereinigten Staaten ab, welche sich auf den Austausch im Militär, Menschenrechte und die Nichtverbreitung von Kernwaffen bezogen. Daraufhin verweigerten die Chinesen auch das Anlegen von US-Militärschiffen im Hafen Hongkongs; die US-Luftwaffe durfte in Hongkong nicht landen.
Die Ergebnisse der Ermittlungen und einen Brief zur Entschuldigung Clintons lieferte United States Under Secretary of State und Sondergesandter Thomas R. Pickering am 16. Juni 1999 mit seiner Delegation, bestehend aus Vertretern des Außenministeriums, des Weißen Hauses, des Verteidigungsministeriums und der CIA. Sie besagten, dass drei ausschlaggebende Irrtümer zur Bombardierung des falschen Gebäudes führten. Ziel war ursprünglich das etwa 500 Meter von der Botschaft entfernt liegende, Jugoslawische Bundesamt für Nachschub und Versorgung, welches als legitimes militärisches Ziel galt, da es die jugoslawische Armee mit Munition belieferte.
Der erste Irrtum war die angewandte Lokalisierungstechnik, um exakte Koordinaten des Bundesamts herauszufinden, das sich jedoch als die chinesische Botschaft erwies. Dabei verwendete der CIA-Angestellte eine Technik, die man in der Armee auf dem Feld verwendete, aber für solch ein präzises Vorhaben ungeeignet war. Außerdem verwendete man zwei öffentlich zugängliche Karten aus den Jahren 1989 und 1996, welche eine nicht aktuelle Anschrift der Botschaft zeigten und eine Karte der NIMA aus dem Jahr 1997, worauf sie auch nicht eingezeichnet war.
Der zweite Irrtum war, dass, obwohl bereits US-Diplomaten die Botschaft an der Adresse besucht hatten, diese nie in Militär- oder Geheimdienstdatenbanken gespeichert worden war. Dies führte dazu, dass keine möglichen Kollateralschäden in den Systemen angezeigt wurden.
Der dritte Irrtum war die abschließende Kontrolle vor dem Ausführen des Luftschlags. Da man auf die Richtigkeit der gegebenen Karten und Daten vertraute, hatte man keinen der beiden vorigen Irrtümer entdeckt. Dazu sagt Pickering, dass die Ermittlung weder die Crew der B-2 noch die Führungskräfte verantwortlich machen kann, da die Fehllokalisierung auf fehlerhaften, alten Daten basierte.
Später, am 9. April 2000 wurde bekannt, dass die CIA den Schuldigen entlassen und sechs weitere Angestellte gemahnt hatte. Die Vereinigten Staaten hätten, laut Regierungsangaben, Maßnahmen unternommen, um solche Irrtümer künftig zu verhindern.
Die Chinesen beurteilten die Ergebnisse, die Pickering vorgestellt hatte, als unzureichend und forderten eine Kompensation. So schlossen die beiden Staaten am 30. Juli 1999 eine Übereinkunft zur Zahlung von 4,5 Millionen US-Dollar für die Opfer des Luftschlags. Die Zahlung wurde als „freiwillige Reparationszahlung“ von den Amerikanern bezeichnet und am 25. August 1999 aus dem Budget des Verteidigungsministeriums der USA beglichen. Ein weiterer Beschluss zur Deckung des materiellen Schadens wurde am 16. Dezember 1999 bekannt gegeben, wobei die USA 28 Millionen US-Dollar an China und China 2,87 Millionen US-Dollar an die USA zahlen mussten. Die 2,87 Millionen US-Dollar wurden ausgelöst durch Demonstrationen vor US-Botschaften in mehreren chinesischen Großstädten in den Folgetagen des Luftschlags. Die USA beschrieb den Umfang der Zahlung als Kompensierung der Gebäude- und Mobiliarschäden, der zerstörten chinesischen Antiquitäten und der technischen Ausrüstung in der chinesischen Botschaft, sowie als Deckung von Kosten der vorübergehenden Unterkünfte des chinesischen Botschaftspersonals, das im Gebäudekomplex untergebracht war. Die Summe wurde aus dem Economic Support Fund beglichen, welcher für die US-Sicherheit und politische Interessen vorhanden ist.
Sechs Wochen nach dem Luftschlag versuchte die Elite der Kommunistischen Partei Chinas (KPCh) die vorherigen Beziehungen wieder aufzunehmen. Zwar ruhten die militärischen Beziehungen etwas länger, allerdings konnten die wirtschaftlichen, medien- und bildungstechnischen Bindungen zunächst wieder aufgebaut werden. Chinesische Autoritäten motivierten amerikanische Unternehmen, weiterhin in China zu investieren und Fachpersonal nicht abzuziehen. Vor allem in der Bildung hatte man Wert auf die Aufrechterhaltung des Fulbright-Programms gesetzt, da man schlechte Erfahrungen zuvor gemacht hatte, als sie nach der Tian’anmen-Tragödie abgesetzt worden waren.

## Chinesische Reaktionen
Ab Mittag des 8. Mai 1999 reagierten chinesische Zivilisten mit der Brandstiftung des Anwesens des US-Generalkonsuls in Chengdu, Demonstrationen und Aufruhr an mehreren Stellen. Betroffen waren die Städte Peking, Shanghai, Chengdu, Shenyang und Guangzhou, wo hauptsächlich US-Botschaften, aber auch britische und deutsche Botschaften und Konsulate von mindestens 30.000 Chinesen angegriffen wurden.
In Chengdu gelangten Demonstranten teilweise über den Dachvorsprung des US-Konsulates, in Guangzhou wurde das deutsche Generalkonsulat angegriffen. Die heftigsten Demonstrationen fanden in Peking statt. Einige Stunden nach dem Luftschlag wurden Studenten der Pekinger Universitäten mit Buskolonnen in das Botschaftsviertel gefahren und reichten Petitionen an die US-Botschaft ein. Einige trugen T-Shirts mit Zielscheibe und der Aufschrift „Target“, die in Belgrad bereits gängig waren. Studenten, Schüler, Arbeiter und buddhistische Mönche bewarfen die US-Botschaft am Nachmittag mit Steinen, Lebensmitteln, Farbflaschen, Glasflaschen und Molotowcocktails, Autos mit Botschaftskennzeichnung wurden beschädigt. Die Botschaft wurde komplett geschlossen. Aufgrund der Befürchtung, die Chinesen könnten die Botschaft stürmen, wurde damit begonnen, vertrauliche Inhalte zu liquidieren. Währenddessen stand die Webseite der Botschaft dauerhaft unter Hackerangriffen, die erfolgreich abgeblockt wurden. Die US-Diplomaten verschanzten sich für mehrere Tage in der Botschaft. Die Polizei bildete eine Trennmauer, sodass zwar niemand mehr zu den Demonstranten dazu stoßen konnte, dennoch wurden die Demonstranten nicht am Angriff gehindert. Chinesische Sicherheitskräfte der Botschaften führten teilweise ihre Aufgaben nicht aus. Nach drei Tagen endeten die Massendemonstrationen.
Einige westliche Journalisten beschuldigten die chinesische Regierung bezüglich der Proteste, da sie der Meinung waren, dass diese hätten unterbunden werden können. Unter anderem wurde von chinesischer Seite die Veröffentlichung der US- und NATO-Entschuldigungen bis zum 11. Mai 1999 hinausgezögert. Die offizielle Begründung seitens Chinas war, dass sie so oberflächlich seien, dass es für noch mehr Wut unter dem Volk sorgen würde. Neben dem Nichthandeln während der Aufruhre kündigte die chinesische Regierung an, dass das Erlauben einer kontrollierten Reaktion (des Volkes) einen großen Wutausbruch verhindern würde. Die KPCh teilte mit, die Partei sei nicht in der Lage, der Wut des Volkes Zügel anzulegen. Von nicht-chinesischer Seite wurde den chinesischen staatlichen Medien vorgeworfen, zu den Unruhen beigetragen zu haben, indem sie von einer Vorsätzlichkeit des Luftschlags berichtet und patriotische Parolen wie „China lässt sich nicht schikanieren“ veröffentlicht hätten. Zudem wurde bekannt, dass die Buskolonnen, gefüllt mit aufgebrachten Studenten und Schülern, die von den Universitäten und Mittelschulen der Stadt anfuhren, von der KPCh organisiert worden waren. Die Leute wurden von den Komitees der KPCh auf den jeweiligen Campus der Bildungsinstitute angeworben und motiviert, zu protestieren. Im Nachhinein gestanden Demonstranten ein, dass sie von den chinesischen Medien manipuliert worden waren.
Präsident Jiang Zemin hielt am 13. Mai 1999 anlässlich der Ankunft der sterblichen Überreste der getöteten Botschaftsmitarbeiter in China eine Rede, in der er seinen Wunsch nach Weltfrieden und Ablehnung der Hegemonie äußerte. Die Volksrepublik China dürfe nicht schikaniert werden, alle Gerechtigkeit achtenden Länder sollten hart arbeiten, sich gegen die Hegemonie und Machtpolitik vereinen und für eine neue, faire und angemessene Weltordnung sorgen.
Genau 25 Jahre nach der Bombardierung der Botschaft besuchte der chinesische Staatpräsident Xi Jinping die serbische Hauptstadt Belgrad. Das Zusammentreffen mit dem Jahrestag wurde von mehreren Medien angemerkt.